# Aliens: The Computer Game (videogioco 1986)
Aliens: The Computer Game, o solo Aliens su schermo, è un videogioco tratto dal film Aliens - Scontro finale, pubblicato nel 1986-1987 per i computer Amstrad CPC, Apple II, Commodore 64 e ZX Spectrum dalla Activision. È costituito da sei fasi d'azione con meccaniche variabili, ispirate a diverse scene del film.
In Europa venne pubblicato dalla Electric Dreams Software, ramo britannico dell'Activision; non va confuso con un altro Aliens: The Computer Game, sviluppato indipendentemente e pubblicato nel frattempo in Europa dalla Electric Dreams; quando anche il primo Aliens uscì ufficialmente in Europa, sulle copertine fu aggiunta la dicitura US Version ("versione USA") per distinguerlo.